# Chalinula parasimulans
Chalinula parasimulans är en svampdjursart som först beskrevs av Claude Lévi 1959.  Chalinula parasimulans ingår i släktet Chalinula och familjen Chalinidae. Inga underarter finns listade i Catalogue of Life.